# Blackburn Shark
Le Blackburn Shark est un bombardier-torpilleur biplan britannique construit par la Blackburn Aeroplane and Motor Co. Ltd.. Il vole pour la première fois le 24 août 1933 et sert au sein de la Fleet Air Arm du Royaume-Uni (Fleet Air Arm of the Royal Air Force, qui devient à partir de 1939 Air Branch of the Royal Navy), de l’Aviation royale du Canada, de la Marine portugaise, et de la British Air Observers' School, mais jugé obsolète dès 1937, il est remplacé, l'année suivante, par le Fairey Swordfish.

## Design et développement
Le Blackburn Shark est dessiné et construit à la suite d’un appel d'offres de l’Air Ministry pour la spécification S.15/33 pour un avion bombardier-torpilleur pour servir au sein de la Fleet Arm. Il devait avoir un équipage de trois personnes avec le pilote, un observateur et un mitrailleur partageant le deuxième cockpit (ouvert sur les Mk.I et II, fermé sur le Mk.III). L'armement comprend une mitrailleuse Vickers de calibre 0.303 (7,7 mm) tirant en chasse et une autre mitrailleuse Vickers K dans le cockpit arrière, et avec une capacité d'emport externe de 715 kg en bombes ou torpille.
Le prototype Blackburn B-6 avec un moteur Armstrong Siddeley Tiger IV de 700 ch vole pour la première fois le 24 août 1933 au-dessus de Brough. L'avion passe plus tard des tests d'aviation navale par l'Aeroplane and Armament Experimental Establishment (A&AEE), à la base de la RAF de Martlesham Heath le 26 novembre 1933.
L'année suivante, les tests d'appontage réussis sur le HMS Courageous entraînent une commande de la Fleet Air Arm en août 1934, sous le contrat No 334315/34 et la nouvelle Specification 13/35. I, et une autre commande en janvier 1937 sous le contrat No 510994/35 de la Specification 19/36.
Le prototype est équipé avec deux flotteurs et fait des tests de vol à Brough en avril 1935, ainsi que des tests d'amerrissage au Marine Aircraft Experimental Establishment de Felixstowe. Plusieurs commandes suivent et durant les trois ans de production 238 Shark sont livrés à la Fleet Air Arm, comprenant 16 Mk.I avec un moteur Tiger IV, 126 Mk.II avec un moteur Tiger VI de 760 ch et 95 Mk.III avec un moteur Tiger VI de 760 ch.

## Service opérationnel

### Fleet Air Arm of the Royal Air Force, puisAir Branch of the Royal Navy
Le Shark entre en service au sein du 820 Naval Air Squadron en mai 1935, pour remplacer les Fairey Seal (en), et équipe plus tard deux autres squadrons (810 et 821) en 1936. Malheureusement, son service en première ligne est de courte durée et il est rapidement remplacé par des Fairey Swordfish en 1937.
Au moins 22 appareils Mk.II et Mk.III, sont convertis en 1937/38 pour servir jusqu'en 1942 comme tracteur de cible, la formation et les communications. Les Blackburn Sharks basés sur la base de la RAF de Seletar comme tracteur de cible, servent contre les forces d'invasion japonaise au-dessus de la Malaisie en janvier 1942.

### Aviation royale du Canada
L’ARC achète sept Blackburn Shark II (760 ch Tiger VI) en 1936 pour les mettre en service au sein du No 6 (TB) Squadron, et plus tard au No 6 (BR) Squadron pour des opérations de patrouille maritime au large de la côte ouest canadienne.
Deux Shark Mk.III, équipés de Pegasus III de 800 ch, sont fournis par la société Blackburn en 1939 comme modèle d'évaluation pour une commande de 17 avions similaires, équipés avec des Pegasus IX de 840 ch, construits par la Boeing Aircraft of Canada de Vancouver pour servir au sein des No 6 et 4 (BR) Squadrons.
Les Blackburn Shark de la RCAF, dont beaucoup d'hydravions, ont été retirés du service actif en août 1944 et cinq seront transférés à la RN Air Observers' School de Trinidad.

## Variantes
- B-3 : prototype de bombardier-torpilleur.
- B-6 : prototype du Shark.
- Shark Mk.I : version de bombardier-torpilleur/reconnaissance de deux ou trois places pour la Royal Navy. Équipé avec un moteur en étoile Armstrong-Siddeley Tiger IV de 700 ch.
- Shark Mk.II : version de bombardier-torpilleur/reconnaissance de deux ou trois places pour la Royal Navy et l’ARC. Équipé avec un moteur en étoile Armstrong-Siddeley Tiger VI de 760 ch.
- Shark Mk.IIA : version équipée de flotteur de bombardier-torpilleur/reconnaissance de deux ou trois places pour la marine portugaise. Équipé avec un moteur en étoile Armstrong-Siddeley Tiger VIC de 760 ch (six construits).
- Shark Mk.III : version de bombardier-torpilleur/reconnaissance de deux ou trois places pour la Royal Navy. Équipé avec une verrière en plexiglas et d'un moteur en étoile Bristol Pegasus III de 800 ch.

## Pays utilisateurs
- Canada : Aviation royale du Canada.
- Portugal : Marine portugaise - six avions.
- Royaume-Uni : Fleet Air Arm : Royal Air Force, puis Royal Navy.